# سيرجيو أراغونيسيس
سيرجيو أراغونيسيس (بالإسبانية: Sergio Aragoneses)‏ (مواليد 1 فبراير 1977 في بورينو - إسبانيا) لاعب كرة قدم إسباني يلعب حاليا لصالح نادي الدرجة الأولى تينيريفي الإسباني منذ 2008 في مركز حارس مرمى .

## روابط خارجية
- سيرجيو أراغونيسيس على موقع قاعدة بيانات كرة القدم.إي يو (الإنجليزية)
- سيرجيو أراغونيسيس على موقع Soccerway.com (الإنجليزية)
- سيرجيو أراغونيسيس على موقع كووورة
- سيرجيو أراغونيسيس على موقع AS.com (الإسبانية)